# .bw

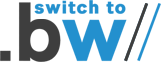
.bw 域名所用的图标

.bw為博茨瓦纳國家及地區頂級域（ccTLD）的域名。资助机构为博茨瓦纳大学。該域名於1993年3月19日啟用，最初由博茨瓦纳大学負責管理。自2013年以来，它由博茨瓦纳通信管理局負責管理。

## 外部連結
- IANA .bw whois information（页面存档备份，存于）
- .bw domain registration form